# Starczówek
Starczówek – wieś w Polsce położona w województwie dolnośląskim, w powiecie ząbkowickim, w gminie Ziębice.
| SIMC       | Nazwa              | Rodzaj  |
| ---------- | ------------------ | ------- |
| nie nadano | Kolonia Starczówek | kolonia |

## Podział administracyjny
W latach 1975–1998 miejscowość administracyjnie należała do województwa wałbrzyskiego.

## Demografia
Według Narodowego Spisu Powszechnego (III 2011 r.) liczył 541 mieszkańców. Jest czwartą co do wielkości miejscowością gminy Ziębice.

## Zabytki
Do wojewódzkiego rejestru zabytków wpisany jest:
- kościół parafialny pw. Wniebowzięcia Najświętszej Marii Panny, z lat 1721-1722

## Szlaki turystyczne
- Żółty:  Ziębice - Osina Wielka - Starczówek - Lubnów - Chałupki - Paczków